# Seramiasht F.C.
Seramiasht Football Club(ou Seramiasht F.C.) é um clube de futebol profissional Afegão,fundado em 1995 na cidade de Cabul.Atualmente disputa a 1ª(primeira) divisão do Campeonato Afegão,competição que o clube nunca foi campeão.